# 狐罠
『狐罠』（きつねわな）は、北森鴻による日本の推理小説。「旗師・冬狐堂」の第一作目。

## あらすじ
旗師・宇佐美陶子（うさみ とうこ）は、同業者の橘薫堂（きくんどう）から贋作の「唐様切子紺碧碗」を掴まされる。プロの目をも欺く“目利き殺し”の一品と橘薫堂の手口に、陶子はまんまと騙されたのだ。
しかし、黙って屈する陶子ではなかった。橘薫堂に自分が引っかかったのと同じように“目利き殺し”を仕掛け返そうと企む。陶子は凄腕の贋作家に依頼し、着実に計画を進めていく。橘薫堂を陥れるための歯車はゆっくりと回り出すが、陶子の知らないところで、別の歯車も回り出していた。橘薫堂の外商・田倉俊子が何者かに殺害されたのだ。

## 登場人物

### 宇佐美陶子、及びその関係者
宇佐美 陶子（うさみ とうこ）
店舗や事務所を持たず、市場で仕入れた品物を同業者や顧客に転売し利鞘を得る「旗師」と呼ばれる骨董業者。屋号は冬狐堂（とうこどう）。170cm近い長身の美貌と抜群の目利きで業界では「女狐」等と呼称されている。
東都芸術大学卒業後、修士課程へ進み課程終了後、同大学で教鞭を取るプロフェッサーDの私的な門下生となる。のち、彼と結婚するが結婚生活は2年で破たんしている。
プロフェッサーD
東都芸術大学教授。陶子の元夫。英国人だが日本に帰化している。玩具としての人形文化、特にリカちゃん人形に造詣が深く、リカちゃん人形の研究者として世間に知られている。「リカちゃん先生」とよばれ、大学の宣伝目的等で自身は望まないながらもマスメディアに露出する事もある。
横尾 硝子（よこお しょうこ）
美術品専門のカメラマン。陶子の盟友とも言える人物。性格や口調はかなり男性的。

### 橘薫堂、及びその関係者
橘 秀曳（たちばな しゅうえい）
橘薫堂という骨董店を営み、銀座1丁目近くに自社ビルを構える。同業者の間では、やり手で、鋭い目利きとして有名。但し、性根は邪で、かなり強引で胡散臭い取引が多いとされる。国立博物館と手を組んで悪事を企む。通称・銀座の強欲狸。
細野 慎一（ほその しんいち）
元・大英博物館ケミカルラボ専門技官。ラボ内でもトップクラスの鑑定技術を有した。博物館を辞職後、橘のパートナーとして国立博物館でその腕を遺憾なく発揮する。
戸田 幸一郎（とだ こういちろう）
国立博物館の主任研究員。橘のパートナーとして悪事の片棒を担いでいたが、細野の方が比べ物にならないほど才能があるため、表向きだけの関係となった。
田倉 俊子（たのくら としこ）
橘薫堂の外商社員。何者かに刺殺される。橘薫堂がまだ個人商店だった頃から30年以上勤めている。母・タキは介護病院に預けられており、痴呆の症状が出ている。

### 極東保険株式会社美術監査部
鄭 富健（てい ふけん）
極東保険美術監査部調査員。陶子が橘薫堂から買った唐様切子紺碧碗を見せて欲しいと、突然陶子を訪ね、橘の悪行の手口を教え、陶子が橘に仕返しするように仕向ける。

### 練馬署関係者
四阿（あずまや）
警視庁練馬署の刑事。モバイルタブレットPCを愛用し、捜査情報をまとめている。猿のような顔。
根岸（ねぎし）
四阿の相棒のベテラン刑事。コンピュータが大の苦手で、「会話の中にコンピュータ用語は3つまでにしろ」と四阿に命令する。ブルドッグのような顔で、四阿とは「練馬署の犬猿コンビ」として知られている。

### 贋作者関連
潮見老人（しおみ）
表向きは桐製箪笥を中心とした古民具の再生を稼業としており、その腕の良さは全国に届いている。贋作を裏稼業としているが、陶子ら骨董屋の世界では珍しく名前が知られていない。鶴岡八幡宮のそばの木造モルタルの一軒家に住む。
オーさん
潮見のなじみの銘木屋。裏では、贋作師に材料を手配する仕事を専門に行っている。牛乳瓶の底を思わせる分厚いメガネをかけている。

### その他
畑中 雅大（はたなか まさひろ）
狛江市の住宅街の一画に骨董店「雅庵」（があん）を経営する古美術商。ポーカーフェイスが求められるこの業界で、他の関係者らが心配するほど感情を表に出してしまう。刀剣類を得意分野とする。実直で人が善いことで知られている。
井沢（いざわ）
元・古物商。かつて盗品に関わってしまい、鑑札を剥奪された。
細野 鞠絵（ほその まりえ）
東京美術出版社員。骨董のことにはあまり詳しくない。
関谷（せきや）
横浜の通称・てんぷら屋敷の管理人。かつて、貿易商・鄭富義の専属運転手をしていた。